# 1991-es Formula–1 olasz nagydíj
Az olasz nagydíj volt az 1991-es Formula–1 világbajnokság tizenkettedik futama.

## Futam
Schumacher az olasz nagydíj előtt a Benetton csapathoz igazolt át (Moreno helyére) a Jordantől.
Senna indult a pole-ból Mansell, Berger és Patrese előtt. A rajt után az első négy megtartotta pozícióját. Patrese a 7. körben megelőzte Bergert, majd Mansell után Sennát is a 26. körben. Így rövid időre az élre állt, de a következő körben váltóhiba miatt megcsúszott, majd feladta a versenyt. Mansellnek a 34. körben sikerült megelőznie Sennát, aki ezután kerékcserére állt ki. A brazil az ötödik helyre tért vissza, ezután Schumacher, Berger és Prost mellett is elment, így másodikként végzett Mansell mögött. Prost 3., Berger 4., Schumacher 5., Piquet 6. lett.
|         | Rsz. | Versenyző          | Csapat             | Körök | Idő/Kiesések | Rajthely | Pontok |
| ------- | ---- | ------------------ | ------------------ | ----- | ------------ | -------- | ------ |
| 1       | 5    | Nigel Mansell      | Williams-Renault   | 53    | 1:17:54,319  | 2        | 10     |
| 2       | 1    | Ayrton Senna       | McLaren-Honda      | 53    | + 16,262     | 1        | 6      |
| 3       | 27   | Alain Prost        | Ferrari            | 53    | + 16,829     | 5        | 4      |
| 4       | 2    | Gerhard Berger     | McLaren-Honda      | 53    | + 27,719     | 3        | 3      |
| 5       | 19   | Michael Schumacher | Benetton-Ford      | 53    | + 34,463     | 7        | 2      |
| 6       | 20   | Nelson Piquet      | Benetton-Ford      | 53    | + 45,600     | 8        | 1      |
| 7       | 33   | Andrea de Cesaris  | Jordan-Ford        | 53    | + 51,136     | 14       |        |
| 8       | 16   | Ivan Capelli       | Leyton House-Ilmor | 53    | + 1:15,019   | 12       |        |
| 9       | 24   | Gianni Morbidelli  | Minardi-Ferrari    | 52    | + 1 kör      | 17       |        |
| 10      | 21   | Emanuele Pirro     | Dallara-Judd       | 52    | + 1 kör      | 16       |        |
| 11      | 26   | Érik Comas         | Ligier-Lamborghini | 52    | + 1 kör      | 22       |        |
| 12      | 8    | Mark Blundell      | Brabham-Yamaha     | 52    | +1 kör       | 11       |        |
| 13      | 7    | Martin Brundle     | Brabham-Yamaha     | 52    | + 1 kör      | 19       |        |
| 14      | 11   | Mika Häkkinen      | Lotus-Judd         | 49    | + 4 kör      | 25       |        |
| 15      | 15   | Maurício Gugelmin  | Leyton House-Ilmor | 49    | + 4 kör      | 18       |        |
| 16      | 34   | Nicola Larini      | Lambo-Lamborghini  | 48    | + 5 kör      | 23       |        |
| Kiesett | 14   | Olivier Grouillard | Fondmetal-Ford     | 46    | Motorhiba    | 26       |        |
| Kiesett | 22   | Jyrki Järvilehto   | Dallara-Judd       | 35    | Túlmelegedés | 20       |        |
| Kiesett | 4    | Stefano Modena     | Tyrrell-Honda      | 32    | Motorhiba    | 13       |        |
| Kiesett | 28   | Jean Alesi         | Ferrari            | 29    | Motorhiba    | 6        |        |
| Kiesett | 6    | Riccardo Patrese   | Williams-Renault   | 27    | Váltó        | 4        |        |
| Kiesett | 3    | Nakadzsima Szatoru | Tyrrell-Honda      | 24    | Gázadagoló   | 15       |        |
| Kiesett | 29   | Eric Bernard       | Lola-Ford          | 21    | Motorhiba    | 24       |        |
| Kiesett | 23   | Pierluigi Martini  | Minardi-Ferrari    | 8     | Kicsúszás    | 10       |        |
| Kiesett | 32   | Roberto Moreno     | Jordan-Ford        | 2     | Kicsúszás    | 9        |        |
| Kiesett | 25   | Thierry Boutsen    | Ligier-Lamborghini | 1     | Kicsúszás    | 21       |        |
| NK      | 9    | Michele Alboreto   | Footwork-Ford      |       |              |          |        |
| NK      | 12   | Michael Bartels    | Lotus-Judd         |       |              |          |        |
| NK      | 35   | Eric van de Poele  | Lambo-Lamborghini  |       |              |          |        |
| NK      | 30   | Szuzuki Aguri      | Lola-Ford          |       |              |          |        |
| NeK     | 18   | Fabrizio Barbazza  | AGS-Ford           |       |              |          |        |
| NeK     | 17   | Gabriele Tarquini  | AGS-Ford           |       |              |          |        |
| NeK     | 10   | Alex Caffi         | Fotwork-Ford       |       |              |          |        |
| NeK     | 13   | Pedro Chaves       | Coloni-Ford        |       |              |          |        |

## A világbajnokság élmezőnyének állása a verseny után
| H  | Versenyzők       | Pont | H  | Konstruktőrök    | Pont |
| -- | ---------------- | ---- | -- | ---------------- | ---- |
| 1. | Ayrton Senna     | 77   | 1. | McLaren-Honda    | 108  |
| 2. | Nigel Mansell    | 59   | 2. | Williams-Renault | 93   |
| 3. | Riccardo Patrese | 34   | 3. | Ferrari          | 39   |
| 4. | Gerhard Berger   | 31   | 4. | Benetton-Ford    | 33   |
| 5. | Alain Prost      | 25   | 5. | Jordan-Ford      | 13   |

## Statisztikák
Vezető helyen:
- Ayrton Senna: 32 (1-25 / 27-33)
- Riccardo Patrese: 1 (26)
- Nigel Mansell: 20 (34-53)

Nigel Mansell 20. győzelme, Ayrton Senna 59. pole-pozíciója, 16. leggyorsabb köre.
- Williams 49. győzelme.